# Rhinochimaeridae
Rhinochimaeridae är en familj av broskfiskar. Rhinochimaeridae ingår i ordningen havsmusartade fiskar, klassen helhuvudfiskar, fylumet ryggsträngsdjur och riket djur. Enligt Catalogue of Life omfattar familjen Rhinochimaeridae 8 arter.
Familjens medlemmar kännetecknas av en långdragen köttig nos. Arterna har två ryggfenor och i den första finns en taggstråle samt flera mjukstrålar. Den smala stjärtfenan har ett utskott som liknar ett snöre. Kroppsfärgen är vanligen grå eller brun på ovansidan och ljusare eller vit på undersidan. Ungarna är vanligen ljusare men de har mörka fenor.
Exemplaren vistas vanligen 200 till 2000 meter under havsytan i tropiska hav. Honor lägger ägg med håriga utskott.
Släkten enligt Catalogue of Life:
- Harriotta
- Neoharriotta
- Rhinochimaera

## Bildgalleri

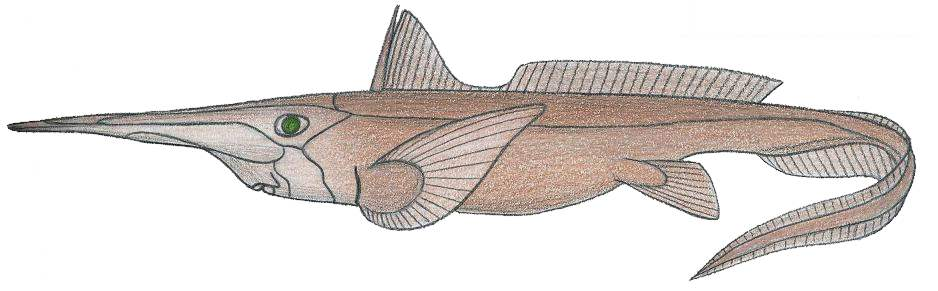
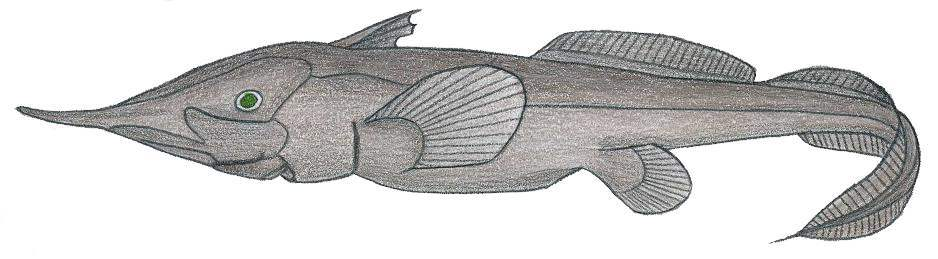
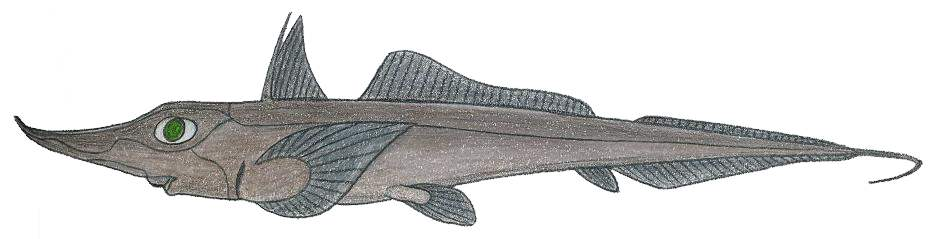
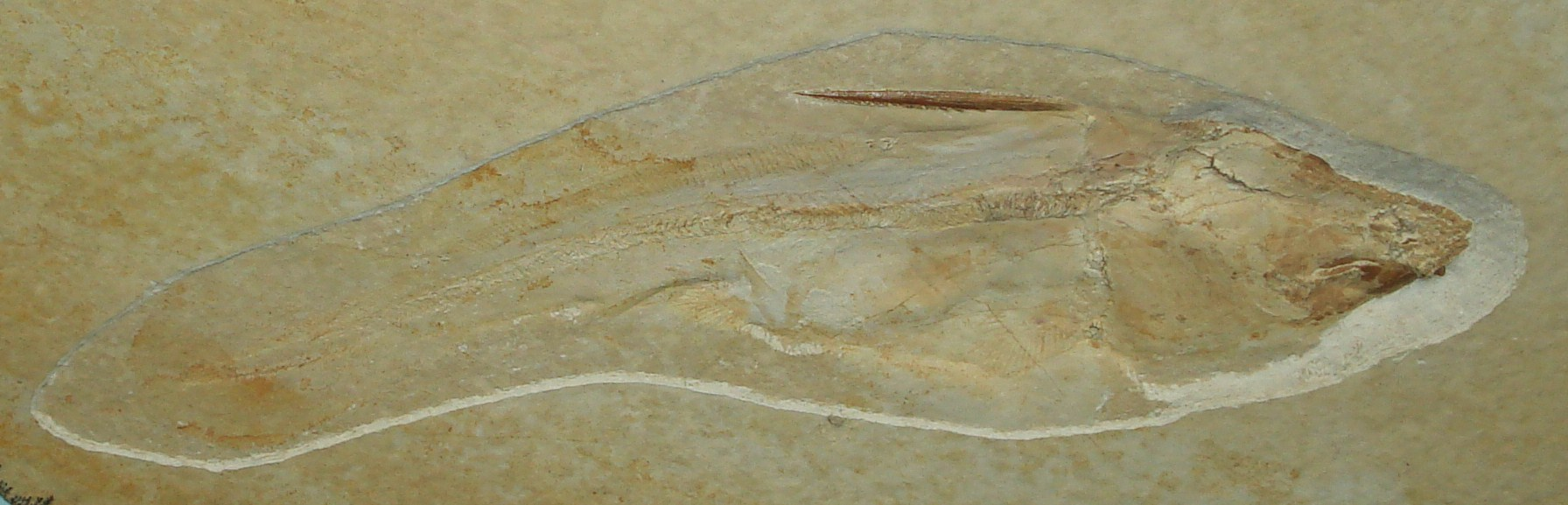
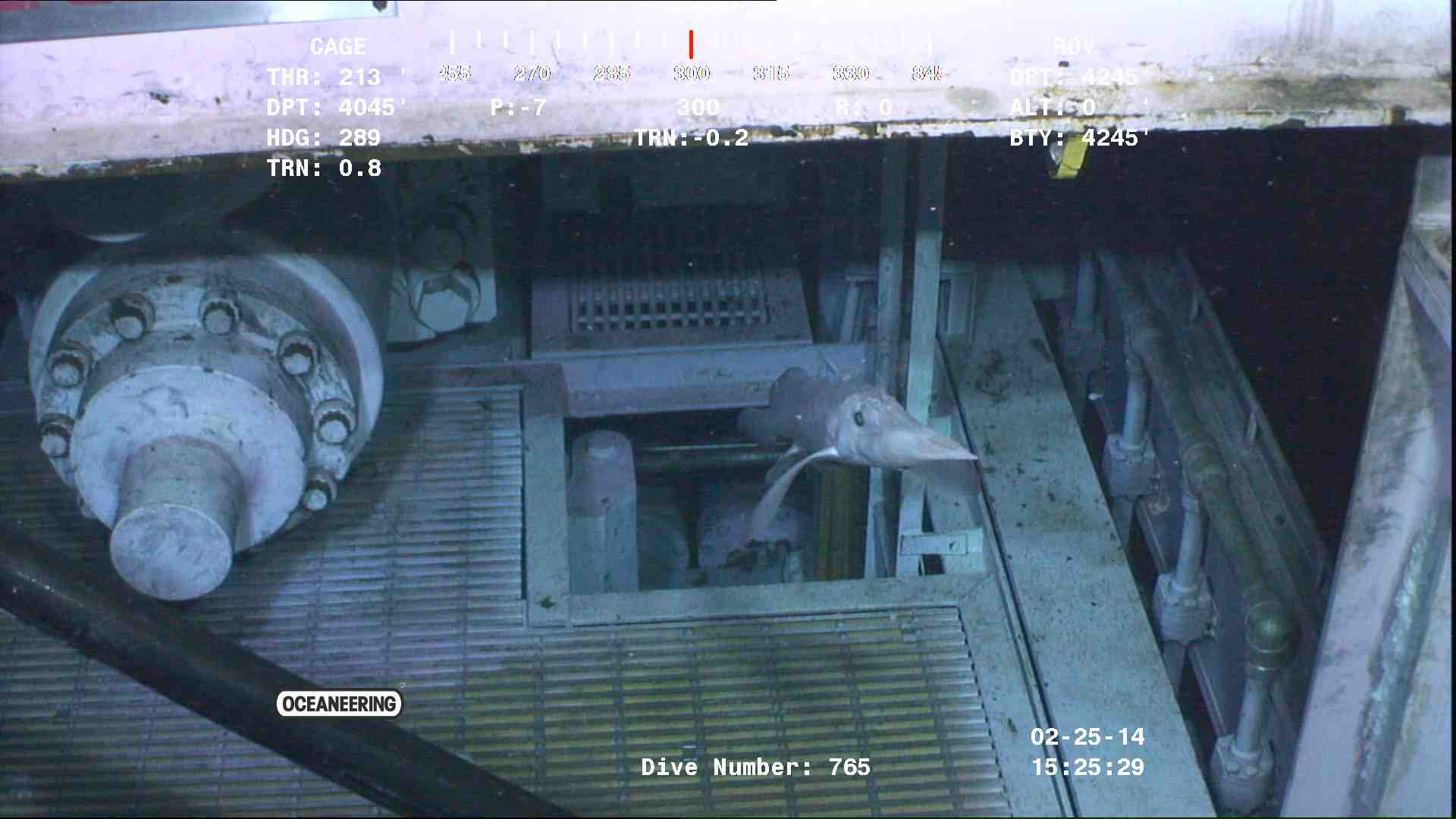
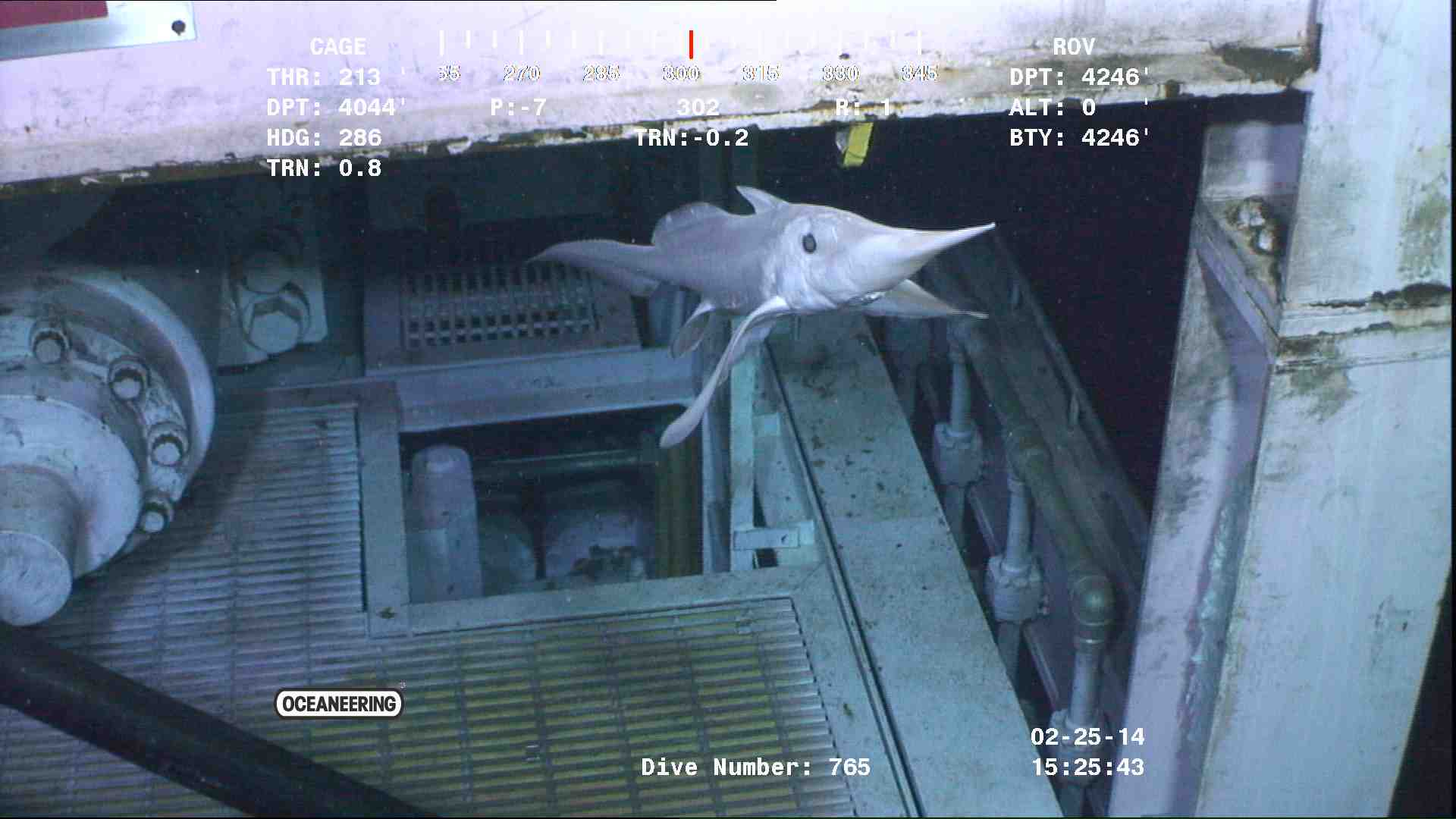